# Nightmare in A-Minor
Nightmare in A-Minor é o terceiro álbum de estúdio do grupo de rap Gravediggaz, lançado no dia 09 de abril de 2002. Contém 19 faixas.

## Lista de faixas
1. "Mike Check Intro: Prince Paul (Skit)" - 0:37
2. "Bloodshed" - 4:48
3. "False Things Must Perish" - 4:21
4. "Last Man Standing (Skit)" – 2:17
5. "Killing Fieldz" – 3:47
6. "Burn, Baby, Burn" - 4:23
7. "Wanna Break" – 4:02
8. "God-Vs-Devil" – 2:15
9. "Zig-Zag Chamber" – 4:13
10. "Today's Mathematics" – 4:34
11. "Running Game on Real" – 3:56
12. "East Coast-Vs-West Coast (Skit)" – 0:22
13. "Rest in da East" – 4:16
14. "Guard Ya Shrine" – 2:15
15. "Nightmare in A-Minor"  - 4:21
16. "End of da World" – 3:22
17. "Man Only Fears"  - 3:56
18. "Universal Shout Outs (Skit)" - 2:47
19. "Da Crazies (Skit)" – 0:48

## Referência
- http://www.allmusic.com/album/nightmare-in-a-minor-mw0000219899 - Página visitada em 19/07/2013